# 讓驅魔師免於墮落
《讓驅魔師免於墮落》是由有馬有真（有馬あるま）原作、深山面具（フカヤマますく）繪畫的動作戀愛喜劇作品，於2023年4月17日在集英社旗下的漫畫網站少年Jump+上開始連載，並已發行12卷日文單行本。

## 劇情簡介
某天主教修道院了解到年幼的「神父」有著成為最強驅魔師的資質後，決心讓其無間斷地接受殘酷的斯巴達式訓練。另一位驅魔師但丁後來收養了他，但途中卻遇上掌管七宗罪「色慾」的大惡魔阿斯摩太。「神父」顯示強大的實力單人擊退強敵，然而但丁眼見他不惜自戕左眼也要固守教義，便留下「去愛別人」和「不要自我犧牲」的建議，並宣告培訓結束。四年後，教廷收到另一大惡魔「憤怒」撒旦招待「惡之迥廊」的創造者愛月音莉前往地獄的犯行預告，「神父」為此受命保護這位聲名顯赫的女畫家，兩人隨後移居女方的祖國日本。其他七大罪接踵而來的同時，他也在音莉的幫助下逐漸了解何為愛與希望，還開始重視起自己的感受。但音莉暗地裡卻是撒旦派來，意圖讓他墜入愛河墮落的原初魅魔。

## 登場人物
配音聲優來自《週刊少年Jump》在YouTube頻道發佈的官方PV。
神父（聲：齐藤壮马）
本作主人公，本名不明的16歲意大利驅魔師，被父母拋棄的孤兒，在修道院撫育期間經歷了一連串的虐待與嚴苛訓練，只為成為最強的驅魔師，直至被另一驅魔師接走後才結束這段經歷。
實力堅強，擁有將聖經金句放大再現的能力，在故事正式開始前已擊退三個被冠以七宗罪之名的大惡魔，對其天主教信仰也極其虔誠，但內心卻有著纖細的一面，比起驅魔其實更喜歡在廚房煮菜的時光，因而為了理解「愛為何物」而答應接受前往日本保護音莉的任務。
愛月音莉（聲：高橋李依）
18歳的英日混血畫家，儘管高中輟學但收入已高倨全日本的前3%，筆下以「戀愛的惡魔」為主題的畫作在全世界有著享負盛名，也因此遭惡魔盯上而被「神父」保護。
真身是最早誕生的魅魔「莉琳」，為了讓撒旦順利復活而受其所託，務求讓「神父」墜入愛河徹底墮落，自己則有著「人類可與惡魔共存」之想法，也逐漸喜歡上不顧一切也要保護他人之心的他。

## 出版書籍
《讓驅魔師免於墮落》由有馬有真（有馬あるま）撰寫劇本、深山面具（フカヤマますく）負責繪製，並於2023年4月17日開始在集英社旗下的漫畫網站少年Jump+上連載。截至2025年8月，該作已發行12卷日本單行本。2022年5月，《週刊少年Jump》在其YouTube頻道上釋出《讓驅魔師免於墮落》的公式PV，瑞可利控股隨後於同年9月6日與包括該漫畫在內的10部少年Jump+連載中作品合作推出短片《這世界從相遇開始》（この世界は、出会いから、はじまる。）。
此外，《讓驅魔師免於墮落》的海外英語版則在同樣為集英社旗下的MANGA Plus上連載。
| 冊數 | 集英社        | 集英社                 | 集英社 |
| 冊數 | 發售日期      | ISBN                   |        |
| ---- | ------------- | ---------------------- | ------ |
| 1    | 2022年5月2日  | ISBN 978-4-08-883138-1 |        |
| 2    | 2022年7月4日  | ISBN 978-4-08-883174-9 |        |
| 3    | 2022年10月4日 | ISBN 978-4-08-883266-1 |        |
| 4    | 2023年2月3日  | ISBN 978-4-08-883375-0 |        |
| 5    | 2023年6月2日  | ISBN 978-4-08-883517-4 |        |
| 6    | 2023年9月4日  | ISBN 978-4-08-883637-9 |        |
| 7    | 2024年1月4日  | ISBN 978-4-08-883779-6 |        |
| 8    | 2024年6月4日  | ISBN 978-4-08-884030-7 |        |
| 9    | 2024年9月4日  | ISBN 978-4-08-884179-3 |        |
| 10   | 2025年1月4日  | ISBN 978-4-08-884331-5 |        |
| 11   | 2025年4月4日  | ISBN 978-4-08-884461-9 |        |
| 12   | 2025年8月4日  | ISBN 978-4-08-884617-0 |        |

## 反應
Real Sound的成馬零一讚揚《讓驅魔師免於墮落》的故事、藝術風格、角色與世界觀設定，並特別享受作中的動作場景和浪漫元素，還稱該作有一點值得注意的是出場人物的頭身都比較低，從而強化角色本身具有的符號特質。成馬表示有馬有真不常畫背景線條的習慣為作品烘托出一種活力感，自成一格的每一幀皆具極高的完成度，猶其是在與惡魔交戰的場景中充分利用了大畫格充滿動感的特點，從而讓作者得以自由發揮其繪畫功力。同樣來自Real Sound的小原良平形容《讓驅魔師免於墮落》無論是作為愛情漫畫或動作漫畫都值得一看，既有紮實的故事性，亦有吸引人心的畫風，並對該作沒有突破漫畫發燒友的同溫層，變得廣為人知一事感到遺憾。Screen Rant的史蒂芬·布拉克本（Steven Blackburn）則將《WITCH WATCH》與《讓驅魔師免於墮落》相比較，指出後者的浪漫元素和角色動感要較前者優秀。
2022年6月，《讓驅魔師免於墮落》獲得入選下一部人氣漫畫大賞網路類別 ，並最終名列第九。

## 外部連結
- 官方网站 （日語）
- 讓驅魔師免於墮落（漫畫）在動畫新聞網百科全書中的資料（英文）